# 褚球
褚球（472年—541年），字仲寶，河南陽翟人，南齊、南梁官员。

## 生平
褚球的高祖父是劉宋征虜將軍、雍州刺史褚叔度，曾祖父著作佐郎褚寂之，祖父駙馬、外兵參軍褚曖，父親駙馬、太子舍人褚繢。褚球少年孤苦貧寒，好學有才；建平王劉景素在元徽年間被誅殺，剩下一女存活，建平王過去的屬下何昌珝、王思遠聽聞褚球清高特立，就將劉氏嫁給他，獲得好名聲。他在南齊以征虜行參軍起家，很快轉官法曹，遷右將軍、曲江公蕭遙欣的主簿。之後褚球外任溧陽縣令，在任期間清廉，只資取俸祿，又除授平西主簿。
南梁天監初年，褚球遷任太子洗馬、散騎侍郎，兼中書通事舍人。外任建康縣令，因母親逝世去職，朝廷以本官起用，但他辭讓。服喪完畢闋，除授北中郎諮議參軍，不久轉遷中書郎，再次兼任中書通事舍人。之後他歷任雲騎將軍，兼任廷尉、光祿卿，仍然出任舍人，又轉御史中丞。他個性公正刚强，不會屈服，在御史台任內十分稱職。普通四年（523年），出任北中郎長史、南蘭陵太守；入朝獲任命為通直散騎常侍，領羽林監，至普通七年（526年）遷官太府卿，很快轉為都官尚書。中大同年間，褚球擔任仁威將軍、臨川王蕭正義的長史，同時為江夏太守，唯他因疾病不赴職，改授光祿大夫，但未拜就復任為太府卿，領步兵校尉。不久再轉通直散騎常侍、秘書監，領著作。其後他改任司徒左長史，仍然為常侍、著作。自曹魏孫禮、東晉荀組之後，褚球是第一名台佐能加貂毛的官員。之後他出任貞威將軍、輕車將軍河東王蕭譽的長史和南蘭陵太守，亦入朝獲授散騎常侍、領步兵，他上表致仕，不獲准許。很快再拜光祿大夫，加給事中，在任內去世，虛歲七十。

## 引用
1. ↑  《廣弘明集·〈法寶聯璧〉序》：太府卿步兵校尉、河南褚球，年六十三，字仲寶。
2. 1 2 3  《梁書·卷四十一·列傳第三十》：褚球字仲寶，河南陽翟人。高祖叔度，宋征虜將軍、雍州刺史；祖曖，太宰外兵參軍；父繢，太子舍人；並尚宋公主。球少孤貧，篤志好學，有才思。宋建平王景素，元徽中誅滅，惟有一女得存。其故吏何昌珝、王思遠聞球清立，以此女妻之，因爲之延譽。仕齊，起家征虜行參軍，俄署法曹，遷右軍曲江公主簿。出爲溧陽令，在縣清白，資公俸而已。除平西主簿。
3. 1 2 3  《南史·卷二十八·列傳第十八》：（褚叔度）子恬之嗣。恬之弟寂之，著作佐郎，早卒。寂之子曖尚宋文帝第六女琅邪貞長公主，位太宰參軍，亦早卒。曖子繢位太子舍人，亦尚宋公主。繢子球字仲寶，少孤貧，篤志好學，有才思。宋建平王景素，元徽中誅滅，唯有一女存，故吏何昌寓、王思遠聞球清立，以此女妻之。仕齊為溧陽令，在縣清白，資公奉而已。
4. ↑  《梁書·卷四十一·列傳第三十》：天監初，遷太子洗馬、散騎侍郎，兼中書通事舍人。出爲建康令，母憂去職，以本官起之，固辭不拜。服闋，除北中郎諮議參軍，俄遷中書郎，復兼中書通事舍人。除雲騎將軍，累兼廷尉、光祿卿，舍人如故。遷御史中丞。球性公強，無所屈撓，在憲司甚稱職。普通四年，出爲北中郎長史、南蘭陵太守；入爲通直散騎常侍，領羽林監。七年，遷太府卿，頃之，遷都官尚書。中大同中，出爲仁威臨川王長史、江夏太守，以疾不赴職。改授光祿大夫，未拜，復爲太府卿，領步兵校尉。俄遷通直散騎常侍、秘書監，領著作。遷司徒左長史，常侍、著作如故。自魏孫禮、晉荀組以後，台佐加貂，始有球也。尋出爲貞威將軍輕車河東王長史、南蘭陵太守。入爲散騎常侍，領步兵。尋表致仕，詔不許。俄復拜光祿大夫，加給事中。卒官，時年七十。
5. ↑  《南史·卷六十二·列傳第五十二》：仕梁曆都官尚書，通直散騎常侍，秘書監，領著作，司徒右長史，常侍、著作如故。自魏孫禮、晉荀組以後，台佐加貂，始自球也。後為散騎常侍，光祿大夫，加給事中。

## 延伸阅读
[在维基数据编辑]
 《梁書/卷41》，出自姚思廉《梁書》